# Marcelo Ciarrocchi
Marcelo Rafael Ciarrocchi (Almafuerte, Provincia de Córdoba; 23 de marzo de 1987) es un piloto argentino de automovilismo de velocidad. Iniciado en el ámbito del karting, se desempeñó en esta disciplina compitiendo en Europa, donde participó en diversos campeonatos hasta 2004.
Tras su paso por el exterior, retornó a su país donde debutó a nivel profesional en la Fórmula Renault Argentina en 2012. Tras su paso por esta categoría, en 2015 se produjo su debut en TC2000 de la cual se proclamó campeón en 2018, siendo a su vez, el primer piloto en la historia de la categoría en obtener un título para la marca Citroën. La obtención de este título le valió su ascenso y debut en Súper TC2000 para la temporada 2019.

## Carrera deportiva
Sus inicios tuvieron lugar en los circuitos de karting de su provincia, donde compitió en diferentes campeonatos fiscalizados por la Federación Regional de Automovilismo Deportivo de Córdoba (FRADC). Su desempeño en la actividad, lo llevó a un ascenso vertiginoso que incluyó incursiones a nivel nacional, hasta su partida hacia Europa en 2000. Una vez en este continente fijó su residencia en Italia, siendo contratado por la escudería de karting CRG, viviendo además la experiencia de trabajar y vivir dentro de los cuarteles generales de la escudería. A pesar de todo esto, la falta de apoyo a nivel económico hicieron mella en sus planes, provocando que en 2004 resuelva volverse a su país.
Tras su experiencia en el karting europeo, Ciarrocchi intentó de alguna manera mantenerse activo en el mundo de la velocidad, por lo que en 2008 resolvió iniciarse en el motociclismo, al debutar en una categoría zonal de ciclomotores. A la par de ello, continuaba su trabajo apoyando la tarea de la empresa de su familia, dedicada al rubro agrícola. A su vez, durante el periodo entre 2005 y 2011 tuvo algunas incursiones en categorías zonales, como el Turismo Pista Cordobés.  
Finalmente, en 2012 tuvo su gran oportunidad a nivel nacional al debutar en la octava fecha del campeonato argentino de Fórmula Renault Argentina, categoría donde incursionó de la mano del equipo Croizet Racing. Bajo el ala de esta escudería, compitió hasta 2013 haciendo una pausa en 2014. En 2015 pasó a integrar las filas del equipo Litoral Group, donde además de obtener su primera victoria en la categoría, luchó por el campeonato finalizando la temporada en tercer lugar. Su desempeño en esta categoría, terminó abriendole las puertas a su debut en TC2000 donde bajo el ala del mismo equipo, desarrolló las dos últimas fechas del calendario al comando de un Fiat Linea.
La temporada 2016 mostró a Marcelo Ciarrocchi desarrollando su primera temporada completa en el TC2000, continuando bajo el ala del Litoral Group y pilotando el mismo vehículo. En esta temporada obtuvo en Concordia su primera victoria y subió al podio en otras dos oportunidades, cerrando el año en la undécima colocación. Sus actuaciones fueron objeto de atención por parte de la escudería YPF Chevrolet, por lo que recibió una invitación para competir en la carrera de los 200 km de Buenos Aires del Súper TC2000, produciéndose de esta manera su debut en esta divisional. En esta competencia, Ciarrocchi compartió la conducción de un Chevrolet Cruze I con el piloto salteño Facundo Conta.
Tras su paso por el equipo Litoral Group, en 2017 Ciarrocchi cambia de equipo, aunque manteniendo fidelidad a la marca Fiat dentro del TC2000. En esta temporada, fue contratado por el equipo PSG-16 Team que le confió la conducción de un Fiat Linea. Su llegada a este equipo (que en Súper TC2000 se hizo cargo de la representación oficial de Citroën), le permitió experimentar un salto de calidad, convirtiéndose en candidato al título gracias a dos victorias en carreras finales, cerrando el torneo en cuarto lugar. Por otra parte, su vínculo con el PSG-16 le permitió volver a competir como piloto invitado en los 200 km de Buenos Aires, formando equipo con Esteban Guerrieri al comando de un Citroën C4 Lounge.
La temporada 2018 significó el salto a la consagración deportiva para Ciarrocchi, logrando renovar su vínculo con el equipo PSG-16 que a partir de esa temporada, pasó también a recibir el apoyo oficial de Citroën Argentina en el TC2000. Al mismo tiempo, volvió a recibir la invitación para competir en los 200 km de Buenos Aires del Súper TC2000 y tuvo también una breve incursión en el Top Race V6 donde compitió con una unidad Chevrolet Cruze del equipo SDE Competición. En esta temporada, Ciarrocchi alcanzó la gloria por primera vez, cuando tras haber logrado cinco victorias en el año, finalmente se consagró campeón argentino de TC2000, siendo a su vez el primer piloto en consagrarse con la marca Citroën en los siete años de historia del torneo.
En 2019, Ciarrocchi dio el salto al STC2000, como compañero de Facundo Chapur en el equipo Citroën Total. Obtuvo su primera victoria en la penúltima carrera de la temporada, en Río Cuarto, siendo su único resultado entre los cinco mejores. Finalmente acabó 10.º en el campeonato. Al año siguiente, el equipo FDC (anterior PSG-16) perdió el apoyo oficial de Citroën. Ciarrocchi compitió en TC2000 con FDC y en Top Race V6 con Fiat Top Race Team. En la primera, subió al podio en las dos carreras de Río Cuarto.
En 2021, se marchó al Lincoln Motorsport en TRV6, donde logró cuatro victorias y finalizó tercero en el campeonato, detrás de los pilotos de Toyota Gazoo Racing Argentina, Diego Azar y Ian Reutemann. Al año siguiente, repitió resultado final pero con un total de tres victorias. Por su parte, dejó el Súper TC2000 tras una temporada 2021 sin resultados destacados, pero volvió con el equipo Octanos Competición a partir de la tercera fecha de 2023, conduciendo un Fiat Cronos.

## Resumen de carrera
| Temporada | Categoría                 | Equipo                                  | Carreras     | Victorias    | Poles        | VR           | Podios       | Puntos       | Pos.         |
| --------- | ------------------------- | --------------------------------------- | ------------ | ------------ | ------------ | ------------ | ------------ | ------------ | ------------ |
| 2012      | Fórmula Renault Argentina | Croizet Racing                          | 4            | 0            | 0            | 0            | 0            | 22           | 15.º         |
| 2013      | Fórmula Renault Argentina | Croizet Racing                          | 13           | 0            | 0            | 0            | 2            | 59,5         | 6.º          |
| 2013      | Fórmula Renault Plus      | Croizet Racing                          | 1            | 0            | 0            | 0            | 0            | 6            | 33.º         |
| 2015      | Fórmula Renault Argentina | Litoral Group                           | 24           | 6            | 2            | 3            | 12           | 261          | 3.º          |
| 2015      | TC 2000                   | Litoral Group                           | 2            | 0            | 0            | 0            | 0            | -            | -            |
| 2016      | Súper TC 2000             | YPF Chevrolet                           | 1            | 0            | 0            | 0            | 0            | -            | -            |
| 2016      | TC 2000                   | Litoral Group                           | 22           | 1            | 0            | 1            | 3            | 160,5        | 11.º         |
| 2017      | Súper TC 2000             | Citroën Total Racing Súper TC 2000 Team | 1            | 0            | 0            | 0            | 0            | -            | -            |
| 2017      | TC 2000                   | PSG-16 Team                             | 20           | 1            | 2            | 4            | 8            | 268          | 4.º          |
| 2018      | Súper TC 2000             | Citroën Total Racing Súper TC 2000 Team | 1            | 0            | 0            | 0            | 1            | -            | -            |
| 2018      | TC 2000                   | Citroën Total Racing Team PSG           | 22           | 5            | 3            | 7            | 8            | 399          | 1.º          |
| 2018      | Top Race V6               | SDE Competición                         | 2            | 0            | 0            | 0            | 0            | -            | NC           |
| 2019      | Súper TC 2000             | Citroën Total Racing Súper TC 2000 Team | 13           | 1            | 0            | 0            | 1            | 40           | 10.º         |
| 2019      | TC 2000                   | Citroën Total Racing Team PSG           | 1            | 0            | 0            | 0            | 1            | -            | -            |
| 2019      | 24H TCE Series            | Baporo Motorsport                       | 1            | 0            | 0            | 0            | 1            | 0            | -            |
| 2020      | Súper TC 2000             | FDC Motor Sports                        | 19           | 0            | 0            | 1            | 2            | 32           | 11.º         |
| 2020      | Top Race V6               | Fiat Top Race Team                      | 8            | 0            | 0            | 0            | 1            | 76           | 6.º          |
| 2021      | Súper TC 2000             | FDC Motor Sports                        | 21           | 0            | 0            | 0            | 0            | 17           | 16.º         |
| 2021      | Top Race V6               | Lincoln Motorsport                      | 20           | 4            | 0            | 2            | 9            | 180          | 3.º          |
| 2022      | TC2000                    | Toyota Gazoo Racing Junior              | 1            | 0            | 0            | 0            | 0            | -            | -            |
| 2022      | Top Race V6               | Lincoln Motorsport                      | 23           | 3            | 0            | 2            | 10           | 270          | 3.º          |
| 2022      | TCR South America         | PMO Motorsport                          | 1            | 0            | 0            | 0            | 0            | 56           | 29.º         |
| 2023      | TC2000                    | Octanos Competición                     | 16           | 0            | 0            | 0            | 0            | 37           | 12.º         |
| 2023      | Top Race V6               | Lincoln Motorsport                      | 21           | 3            | 6            | 6            | 12           | 314          | 3.º          |
| 2023      | TCR South America         | Toyota Team Argentina                   | 2            | 0            | 0            | 0            | 0            | 1            | 55.º         |
| 2024      | TC2000                    | Toyota Gazoo Racing YPF Infinia         | Disputándose | Disputándose | Disputándose | Disputándose | Disputándose | Disputándose | Disputándose |
| Fuente:   |                           |                                         |              |              |              |              |              |              |              |

## Resultados

### TC 2000
| Año  | Equipo                        | Auto          | 1    | 2    | 3     | 4     | 5    | 6    | 7     | 8     | 9     | 10    | 11    | 12   | 13    | 14     | 15     | 16     | 17    | 18    | 19  | 20     | 21    | 22     | 23     | Res. | Puntos |
| ---- | ----------------------------- | ------------- | ---- | ---- | ----- | ----- | ---- | ---- | ----- | ----- | ----- | ----- | ----- | ---- | ----- | ------ | ------ | ------ | ----- | ----- | --- | ------ | ----- | ------ | ------ | ---- | ------ |
| 2015 |                               |               | AG   | AG   | CON   | CON   | BA   | BA   | MER   | JUN   | JUN   | LP I  | LP I  | NDJ  | RAF   | RAF    | LP II  | LP II  | SL    | SL    | RC  | RC     | CDU   | CDU    |        | -    | -      |
| 2015 | Litoral Group                 | Fiat Linea    |      |      |       |       |      |      |       |       |       |       |       |      |       |        |        |        |       |       |     |        | 8     | Ex.    |        | -    | -      |
| 2016 |                               |               | SMM  | SMM  | CON I | CON I | BA I | BA I | SJO   | SJO   | LP    | LP    | CDU   | CDU  | BA II | BA II  | CON II | CON II | RAF   | RAF   | AG  | RC     | RC    | PAR    | PAR    | 11°  | 160,5  |
| 2016 | Litoral Group                 | Fiat Linea    | 11   | 19   | 14    | 1     | NL   | Ex.  | 5     | 2     | 10    | 5     | 14    | 17   | Ret   | 16     | 18†    | 16     | 15    | 9     | Ret | Ret    | 2     | 17     | 6      | 11°  | 160,5  |
| 2017 |                               |               | AG I | AG I | BA I  | BA I  | CDU  | CDU  | PAR I | PAR I | RC    | RC    | BA II | SL   | SL    | PAR II | PAR II | AG II  | SMM   | CON   | CON | BA III |       |        |        | 4°   | 268    |
| 2017 | PSG-16 Team                   | Fiat Linea    | 5    | 1    | 3     | 4     | 13   | 4    | 2     | 21    | 7     | Ex.   | Ret   | 2    | 1     | 3      | 2      | 9      | 23†   | Ret   | 7   | 3      |       |        |        | 4°   | 268    |
| 2018 |                               |               | AG I | AG I | CDU   | CDU   | CON  | CON  | RC    | RC    | BA    | LP    | LP    | SL I | SL I  | AG II  | SMM    | SMM    | SL II | SL II | ROS | ROS    | PAR   | PAR    |        | 1°   | 399    |
| 2018 | Citroën Total Racing Team PSG | Citroën C4 II | 17   | 1    | 5     | 1     | 12   | 4    | 20    | 1     | 9     | Ret   | Ret   | Ret  | 3     | 2      | 6      | 9      | 6     | Ret   | 2   | 1      | 4     | 1      |        | 1°   | 399    |
| 2019 |                               |               | AG   | AG   | OLA   | OLA   | RC I | RC I | CDU   | CDU   | PAR I | PAR I | SNI   | SNI  | ROS   | ROS    | BA I   | RC II  | RC II | OBE   | OBE | BA II  | BA II | PAR II | PAR II | -    | -      |
| 2019 | Citroën Total Racing Team PSG | Citroën C4 II |      |      |       |       |      |      |       |       |       |       |       |      |       |        | 2      |        |       |       |     |        |       |        |        | -    | -      |

### Súper TC 2000
| Año  | Equipo                                  | Auto              | 1    | 2    | 3     | 4     | 5    | 6    | 7     | 8     | 9      | 10     | 11    | 12    | 13    | 14    | 15    | 16  | 17   | 18   | 19    | 20    | 21    | 22   | Res. | Puntos |
| ---- | --------------------------------------- | ----------------- | ---- | ---- | ----- | ----- | ---- | ---- | ----- | ----- | ------ | ------ | ----- | ----- | ----- | ----- | ----- | --- | ---- | ---- | ----- | ----- | ----- | ---- | ---- | ------ |
| 2016 |                                         |                   | TRE  | ROS  | SMM   | AG I  | TRH  | OBE  | BA    | SFE   | SFE    | TOA    | SJU   | GR    | GR    | AG II |       |     |      |      |       |       |       |      | -    | -      |
| 2016 | YPF Chevrolet                           | Chevrolet Cruze I |      |      |       |       |      |      | 12    |       |        |        |       |       |       |       |       |     |      |      |       |       |       |      | -    | -      |
| 2017 |                                         |                   | BA I | PDF  | SMM   | ROS   | ROS  | TRH  | RAF   | OBE   | SFE    | SFE    | BA II | SJU   | GR    | AG    |       |     |      |      |       |       |       |      | -    | -      |
| 2017 | Citroën Total Racing Súper TC 2000 Team | Citroën C4 II     |      |      |       |       |      |      |       |       |        |        | 20†   |       |       |       |       |     |      |      |       |       |       |      | -    | -      |
| 2018 |                                         |                   | BA I | ROS  | ROS   | SMM   | PDF  | RAF  | SJU   | OBE   | SFE    | SFE    | TRH   | SNI   | BA II | AG    |       |     |      |      |       |       |       |      | -    | -      |
| 2018 | Citroën Total Racing Súper TC 2000 Team | Citroën C4 II     |      |      |       |       |      |      |       |       |        |        |       |       | 2     |       |       |     |      |      |       |       |       |      | -    | -      |
| 2019 |                                         |                   | AG   | GR   | VIL   | ROS   | PAR  | SAL  | SNI   | SJU   | SMM    | SMM    | BA    | RC    | CEN   |       |       |     |      |      |       |       |       |      | 10°  | 40     |
| 2019 | Citroën Total Racing Súper TC 2000 Team | Citroën C4 II     | Ex.  | 14   | Ret   | 12    | 8    | 9    | 11    | Ret   | 17     | 12     | 6     | 1     | 7     |       |       |     |      |      |       |       |       |      | 10°  | 40     |
| 2020 |                                         |                   | BA I | BA I | BA II | BA II | AG I | AG I | AG II | AG II | BA III | BA III | BA IV | BA IV | RC    | RC    | PAR   | PAR | BA V | BA V | BA VI |       |       |      | 11.º | 32     |
| 2020 | FDC Motor Sports                        | Citroën C4 II     | 19   | Ret  | 13    | 12    | 11   | Ret  | 12    | 7     | 17     | 18     | Ret   | Ret   | 2     | 3     | 9     | 4   | 19   | 17   | Ret   |       |       |      | 11.º | 32     |
| 2021 |                                         |                   | BA I | BA I | BA II | BA II | AG   | AG   | SNI   | SNI   | BA III | BA III | PAR   | PAR   | TOA   | TOA   | BA IV | VIL | VIL  | ROS  | ROS   | AG II | AG II | BA V | 16.º | 17     |
| 2021 | FDC Motor Sports                        | Citroën C4 II     | 7    | 12   | 13    | 8     | 10   | Ret  | 12    | 17†   | 5      | Ret    | NL    | Ret   | 11    | Ret   | 7     | 8   | 13   | 13   | 13    | 13    | 8     | 10   | 16.º | 17     |

### TCR South America
| Año  | Equipo                | Auto                   | 1   | 2   | 3   | 4   | 5   | 6   | 7   | 8   | 9   | 10  | 11  | 12  | 13  | 14  | 15  | 16  | 17  | 18  | Pos. | Pts. |
| ---- | --------------------- | ---------------------- | --- | --- | --- | --- | --- | --- | --- | --- | --- | --- | --- | --- | --- | --- | --- | --- | --- | --- | ---- | ---- |
| 2022 |                       |                        | VEL | VEL | INT | GOI | GOI | RIV | RIV | EPI | EPI | TRH | BA  | BA  | VIL | VIL |     |     |     |     | 29.º | 56   |
| 2022 | PMO Motorsport        | Lynk & Co 03 TCR       |     |     | 4   |     |     |     |     |     |     |     |     |     |     |     |     |     |     |     | 29.º | 56   |
| 2023 |                       |                        | AG  | AG  | ROS | ROS | TRH | INT | RIV | RIV | EPI | EPI | LAP | LAP | VLP | VLP | VEL | VEL | CAS | CAS | 55°  | 1    |
| 2023 | Toyota Team Argentina | Toyota Corolla GRS TCR |     |     |     |     | Ret | 17  |     |     |     |     |     |     |     |     |     |     |     |     | 55°  | 1    |

## Palmarés
| Título  | Categoría | Marca             | Año  |
| ------- | --------- | ----------------- | ---- |
| Campeón | TC 2000   | Citroën C4 Lounge | 2018 |